# Comité Olímpico de Portugal
El Comité Olímpico de Portugal (en portugués: Comité Olímpico do Portugal, COP) es una organización deportiva sin fines de lucro de unidad pública, que funciona como el Comité Olímpico Nacional (CON) en Portugal. Fue fundada el 26 de octubre de 1909, para gestionar la participación de los deportistas patrocinada por el Estado durante los Juegos Olímpicos de Estocolmo 1912. Fue la decimotercera nación al unirse al Movimiento olímpico.
Como CON, está encargada bajo responsabilidad de incluir la creación y gestión de las delegaciones para la participación en los Juegos Olímpicos y la recaudación de fondos económicos, para apoyar los programas de desarrollo deportivo todo relacionado con las olimpiadas deportivas. Cuenta con la cooperación de entidades públicas y privadas.
De las 64 federaciones deportivas nacionales, se reúne bajo la COP como miembros en derecho a voto, las relaciones con las federaciones ayuda a tener un acercamiento a los intereses del gobierno y a los organismos oficiales, en la que asegura su intervención activa y decisiva en los asuntos internos del comité. 
La sede de la COP reside en su capital Lisboa.

## Presidentes
Desde 1909, doce autoridades han ocupado la presidencia de la COP:
- Jaime Mauperrín Santos (1909-1912)
- António Prestes Salgueiro (1919-1923)
- José Pontes (1924-1956)
- Francisco Nobre Guedes (1957-1968)
- Alejandro Correia Leal (1969-1972)
- Gaudencio Costa (1973-1976)
- Grado de ventas de Daniel (1977-1980)
- Fernando Lima Bello (1981-1989)
- José Vicente de Moura (1990-1992)
- Vasco Lynce (1993-1996)
- José Vicente de Moura (1997-2012)
- José Manuel Constantino (2013-2024)

## Federaciones deportivas
Desde 1925, los miembros de las siete federaciones deportivas nacionales fueron invitados a formar parte del "Consejo Técnico" de la COP. En este acto fue la primera relación formal entre las federaciones deportivas y con la CON, lo que sería considerado una acción obligatoria por el COI desde 1957.
Actualmente existen en el país 64 federaciones deportivas, todas vinculadas a la COP como miembros ordinarios, de los cuales 30 comprenden las siguientes disciplinas deportivas olímpicas (atletismo, baloncesto, esgrima, judo, esquí, natación o lucha ) y 34 supervisan los deportes no olímpicos (autosport, ajedrez, golf, patinaje sobre ruedas o surf).